# Alberto Araújo
Alberto Araújo (* 14. August 1938 in Aileu, Portugiesisch-Timor; † 16. August 2020 in Lissabon, Portugal) war ein osttimoresischer Geistlicher, Philosoph und Unabhängigkeitsaktivist.

## Werdegang
Araújo studierte von 1955 bis 1961 am Priesterseminar Nossa Senhora da Fatima in Dare und von 1961 bis 1966 am Jesuitenseminar São José in Macau. Von 1967 bis 1973 arbeitete er in der Mission in Same auf Timor, bevor er 1973   in Rom an der Päpstlichen Universität Gregoriana, dank eines Stipendiums der Regierung der Provinz Portugiesisch-Timor und der Diözese Dili, begann Philosophie zu studieren. Araújo promovierte 1983. Im Vatikan soll er eine enge Beziehung zu Papst Paul VI. (1963–1978) gehabt haben. Nach dem apostolischen Administrator Martinho da Costa Lopes soll der Vatikan Araújo als ersten Osttimoresen als Bischof von Dili vorgesehen haben; Indonesien, dass 1975 Portugiesisch-Timor besetzt hatte, legte aber gegen diese Personalie ein Veto ein, so dass stattdessen Carlos Filipe Ximenes Belo neuer apostolischer Administrator wurde. Araújo verließ daraufhin Rom in Dissens und ging nach Portugal, wo er zunächst an der Universität Lissabon einen weiteren Abschluss in Philosophie machte. Er wurde Lehrer an der Escola Secundária Stuart de Carvalhais in Massamá (Queluz) und unterrichtete dann als Professor für Philosophie im Sekundarbereich.
1983/85 gründete Araújo mit einigen Freunden die Associação Timorense, engagierte sich für die Ausbildung von osttimoresischen Kader und setzte sich gegen die indonesische Besetzung Osttimors ein, die bis 1999 anhielt. Zudem war er Mitglied des Vorstandes der Plataforma Internacional da Sociedade Civil da Diáspora Lusófona (Piscdil). 1998 nahm Araújo am ersten nationalen osttimoresischen Kongress in Peniche teil und wurde Mitglied der Nationalen Politkommission des Conselho Nacional de Resistência Timorense (CNRT), dem Dachverband des osttimoresischen Widerstands.
In den letzten Jahren seines Lebens organisierte Araújo mit der Akademie der Wissenschaften (Academia das Ciências de Lisboa) und der Piscdil Kongresse, Konferenzen und Debatten, die sich an Osttimoresen in der Diaspora richteten und ihre Rückkehr in die Heimat und ihren Beitrag zur Entwicklung von Osttimor als Thema hatten. 2012 gründete Araújo zum 10. Jahrestag der Unabhängigkeit Osttimors die Comissão Organizadora de Conferências e de Congressos (COCC TD 2012), die alle osttimoresischen Vereine in Diaspora und Unterstützer vereinigte.

## Familie
Alberto Araújo hinterlässt eine Tochter. Er war der Onkel von Basílio do Nascimento, des Bischofs von Baucau.

## Ehrungen
2013 erhielt Araújo die Ehrenmitgliedschaft beim Círculo de Escritores Moçambicanos.